# Ermida de Nossa Senhora da Boa Nova
A Ermida de Nossa Senhora da Boa Nova localizava-se na rua da Boa Nova, freguesia da Vila do Porto, concelho da Vila do Porto, na Ilha de Santa Maria, nos Açores.

## História
A capela integra o conjunto do solar de João Falcão de Sousa, capitão do donatário de Santa Maria a partir de 5 de setembro de 1654 e superintendente das fortificações da ilha.
FRUTUOSO acerca deste personagem refere:
"João Falcão de Sousa foi voluntariamente ao cerco do castelo da ilha Terceira na época da Restauração e edificou, juntamente com sua mãe, a ermida de Nossa Senhora da Boa Nova, em Vila do Porto, junto das casas da sua residência, dando-lhe património por escritura pública de 6 de abril de 1657."
Encontra-se referida por MONTE ALVERNE (1986) ao final do século XVII.
Ao final do século XX encontrava-se em ruínas, tendo o conjunto sido protegido pelo Decreto Legislativo Regional nº 22/92/A, de 21 de outubro de 1992.
Desde 2010 o conjunto sofreu extensa intervenção de consolidação, sendo requalificado como Biblioteca e Arquivo Público Municipal. A obra, avaliada em 2,5 milhões de euros, foi inaugurada em 23 de abril de 2011.

## Características
A capela ergue-se entre os dois corpos do solar, em alvenaria de pedra rebocada e caiada, com dois pavimentos cada um. No que resta do conjunto, identifica-se a data de 1637 inscrita num lintel de uma porta no pavimento térreo. A capela apresentava um frontal de altar em azulejo de tapete, com as cores azul, amarelo e branco, e um retábulo de madeira com motivos em estilo maneirista (rombos e "rolwerk") encimado por uma placa de madeira semicircular com enrolamentos em estilo barroco em relevo, hoje desaparecidos.
Na fachada da capela, sobre o portal rasga-se uma janela de sacada no pavimento superior, correspondente ao coro, com uma grande consola de pedra.
As coberturas eram em telha de meia-cana tradicional, rematadas em beiral duplo sobre cornija.